# Bunq
Bunq B.V. (werbender Zusatz: „bank of The Free“) ist ein internationales Fintech-Unternehmen mit einer europäischen Banklizenz. Es bietet Privat- und Geschäftskunden in europäischen Ländern Bankdienstleistungen an, basierend auf einem Abonnement-Modell.
Die Firma wurde 2012 vom niederländisch-kanadischen Unternehmer Ali Niknam gegründet, der bereits andere IT-Unternehmen ins Leben rief.
Bunq hat seinen Hauptsitz in Amsterdam.
Seit 2019 expandiert das Unternehmen und ist heute in vielen europäischen Metropolen vertreten.

## Geschichte
Bunq erhielt zunächst keine Banklizenz der niederländischen Zentralbank (De Nederlandsche Bank). Eine Vollbanklizenz wurde erst im Jahr 2014 erteilt, woraufhin Bunq eine Smartphone-App veröffentlichte, womit Bunq zur ersten vollständig mobilen Bank in den Niederlanden wurde.
Niknam sagte in Interviews, dass „Bunq die einzige Bank ist, die ausschließlich von Programmierern aufgebaut worden ist.“ Diese Aussage bestimmte die Wahrnehmung von Bunq in der Öffentlichkeit, weshalb sie regelmäßig als „ein IT-Unternehmen mit einer Banklizenz“ betitelt wurde.
Nach der Veröffentlichung der App im Jahr 2015 wurde Bunq von der niederländischen Zeitung NRC als „WhatsApp für Banking“ bezeichnet und hervorgehoben, wie sich der Technologie-Fokus und die Herangehensweise von Bunq an die Produktentwicklung von traditionellen Banken unterscheidet.
Seit 2019 können die Finanzdienstleistungen in 30 europäischen Ländern genutzt werden.
Seit Anfang 2020 bietet Bunq Multiwährungskonten und Konten mit internationalen IBAN im Rahmen ihrer Abonnement-Tarife unabhängig vom Wohnort und der Staatsangehörigkeit des Kontoinhabers an. Die Bereitstellung von IBAN aus mehreren Ländern über ein einziges Kundenkonto gilt als eine Lösung für die IBAN-Diskriminierung.
Bunq klagte gegen die Anti-Geldwäsche-Strategie der niederländischen Zentralbank, weil diese Bunq keine künstliche Intelligenz zur Bekämpfung von Geldwäsche erlaubte und nur regelbasierte Strategien zuließ. Im Oktober 2022 wurde der Klage entsprochen. Dieser Entscheid ermöglichte es nun auch anderen Banken, ihre eigene Anti-Geldwäschestrategie zu modernisieren und mit künstlicher Intelligenz zu ergänzen.

## Produkt
Zum Zeitpunkt des ersten öffentlichen Release in 2015 wurden ausschließlich private Bankkonten angeboten. Die Geschäftskonten wurden 2016 hinzugefügt. Es werden alle gängigen Bankdienstleistungen (ausschließlich) online angeboten.
Bunq bietet eine öffentliche Programmierschnittstelle (API) an.
Zahlungsabwicklungen über gängige Zahl-Apps wie Apple Pay, Google Pay und andere sind möglich.
Seit 2021 bietet Bunq Hypothekendarlehen an.
Im November 2024 führte Bunq eine Trading-Funktion ein, die Nutzern ermöglicht, Aktien und ETFs direkt über die App zu handeln. Diese Erweiterung entstand in Zusammenarbeit mit Ginmon und Upvest und ist bereits in mehreren europäischen Ländern verfügbar, mit einer geplanten Ausweitung auf Deutschland.

## Reichweite
Im Jahre 2021 überschritt die Gesamtsumme der Kundeneinlagen eine Milliarde Euro.
Bis 2021 blieb Ali Niknam der einzige Eigentümer von Bunq und investierte über 120 Millionen Euro in das Unternehmen.
Im Jahr 2021 erhielt Bunq eine erste externe Investition von Pollen Street Capital, dem Kapitaleigner von Capitalflow. Damit sicherte sich Bunq die bisher größte Series-A-Runde unter europäischen Fintech-Unternehmen mit einer Bewertung von 1,6 Milliarden Euro und wurde ein Einhorn.
Bunq wird aufgrund seines innovativen und raschen Vorgehens als eine Challenger Bank oder als Disruptor bezeichnet.

## Finanzen
| Jahr | Mitarbeiter in Vollzeit | Bilanzsumme     | Nettoergebnis |
| ---- | ----------------------- | --------------- | ------------- |
| 2013 | 12                      | € 621.389       |               |
| 2014 | 25                      | € 14.652.880    | € -1.680.167  |
| 2015 | 39                      | € 11.654.623    | € -3.501.800  |
| 2016 | 55                      | € 29.090.907    | € -5.273.065  |
| 2017 | 78                      | € 126.510.243   | € -9.007.583  |
| 2018 | 82                      | € 230.546.719   | € -11.117.288 |
| 2019 | 96                      | € 461.083.033   | € -13.945.869 |
| 2020 | 153                     | € 861.285.520   | € -16.084.388 |
| 2021 | 240                     | € 1.454.290.000 | € -13.445.361 |
| 2022 | 366                     | € 2.061.992.000 | € -10.495.000 |
| 2023 | 464                     | € 7.417.351.000 | € 53.160.000  |

## Kontroverse
Im Frühjahr 2021 wurde bekannt, dass Bunq-Kunden überdurchschnittlich oft Opfer von Phishing-Attacken wurden. Als Reaktion führte Bunq 2024 neue Sicherheitsmaßnahmen ein, darunter die Möglichkeit, Zahlungen zu verzögern, ein „Sicherheitsschloss“ zur Kontosperrung bei Verdacht sowie Schutz vor Fernzugriffssoftware wie AnyDesk. Zudem setzt Bunq auf KI von Nvidia, um Betrug effektiver zu erkennen und zu verhindern. Diese Maßnahmen sollen die Sicherheit der Kunden deutlich erhöhen. 
Ergänzend bietet Bunq seit 2024 weitere Funktionen zur Absicherung von Lastschriften und Kartenzahlungen an. Kunden können Geoblocking für bestimmte Regionen aktivieren, das automatische Blockieren ausgewählter Kartenzahlungen einstellen und einzelne Lastschriften vor der Abbuchung überprüfen sowie aktiv akzeptieren oder ablehnen. Diese umfassenden Maßnahmen sollen die Sicherheit der Kunden deutlich erhöhen und sie vor unautorisierten Transaktionen schützen.